# Hiiumaa

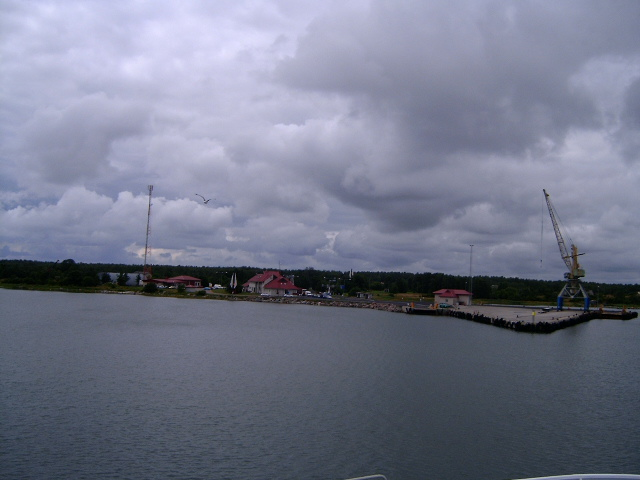
Haven van Heltermaa

Hiiumaa (Duits (hist.) en Zweeds: Dagö, Russisch: Chioema, in het Estisch hiid (heilig bos) en maa (land) is het op een na grootste eiland van Estland en vormt een provincie (maakond) van dat land. Het eiland vormt een geheel met het kleinere Kassari, dat door middel van twee dammen met Hiiumaa is verbonden. Het meet 1023 km² (inclusief 19,3 km² voor Kassari) en het telt 8418 inwoners (2024). Het ligt ten noorden van het grotere Saaremaa in de Oostzee. Hoofdplaats is Kärdla aan de noordkust, dat ook de provinciehoofdstad is.

## Geografie
Hiiumaa is, ook voor Estische begrippen, zeer dicht bebost en dunbevolkt. De meeste inwoners wonen in de plaatsjes langs de kust. Het hoogste punt van het eiland (68,5 m) ligt op het westelijke schiereiland Kõpu, waar zich ook de voornaamste bezienswaardigheid van Hiiumaa bevindt: een vijftiende-eeuwse vuurtoren.

## Cultuur
Hiiumaa is armer aan cultuurhistorische bezienswaardigheden dan het buureiland Saaremaa. Er staat één veertiende-eeuwse kerk: in Pühalepa. Wel speelt Hiiumaa een opmerkelijke rol in de Estische muziekgeschiedenis: zowel de vroeg-twintigste-eeuwse componist Rudolf Tobias als de tegenwoordig buiten Estland ruim bekende Erkki-Sven Tüür zijn er geboren. Bovendien speelt het plaatsje Reigi een hoofdrol in een van Estlands bekendste opera's, De dominee van Reigi van Eduard Tubin.

## Verkeer
Hiiumaa heeft een luchthaven, Kärdla lennujaam, met een lijndienst naar Tallinn. Daarnaast zijn er veerverbindingen van Heltermaa aan de oostkust met Rohuküla op het vasteland en Sõru aan de zuidkust met Triigi op Saaremaa.

## Foto's

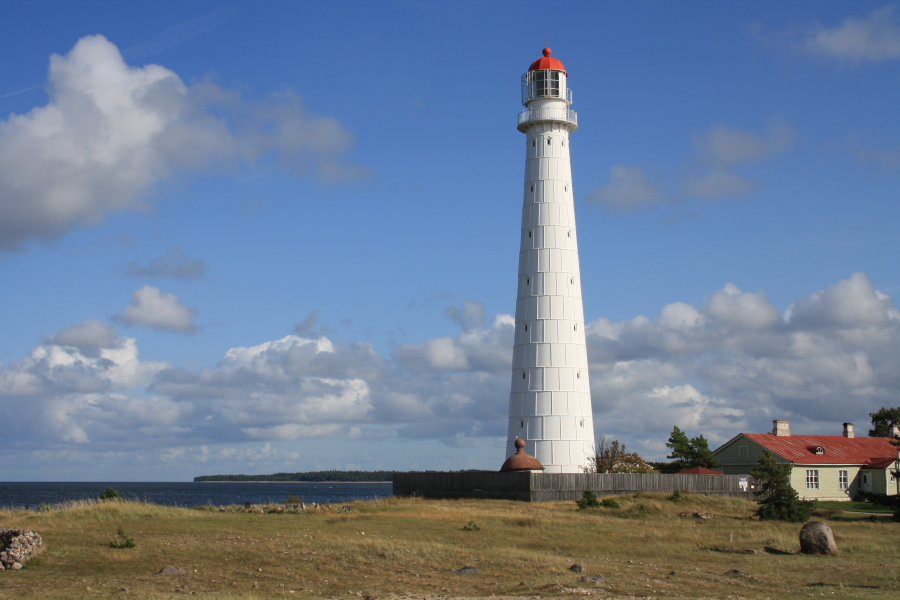
Vuurtoren van Tahkuna
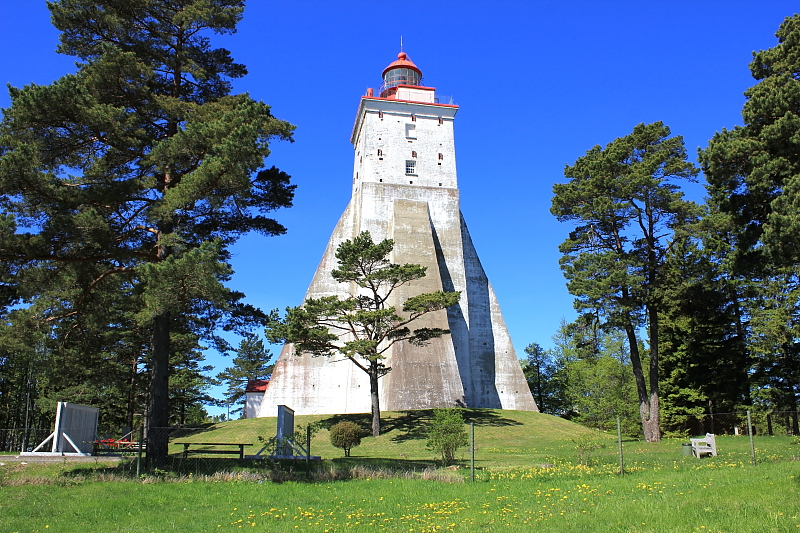
Vuurtoren van Kõpu
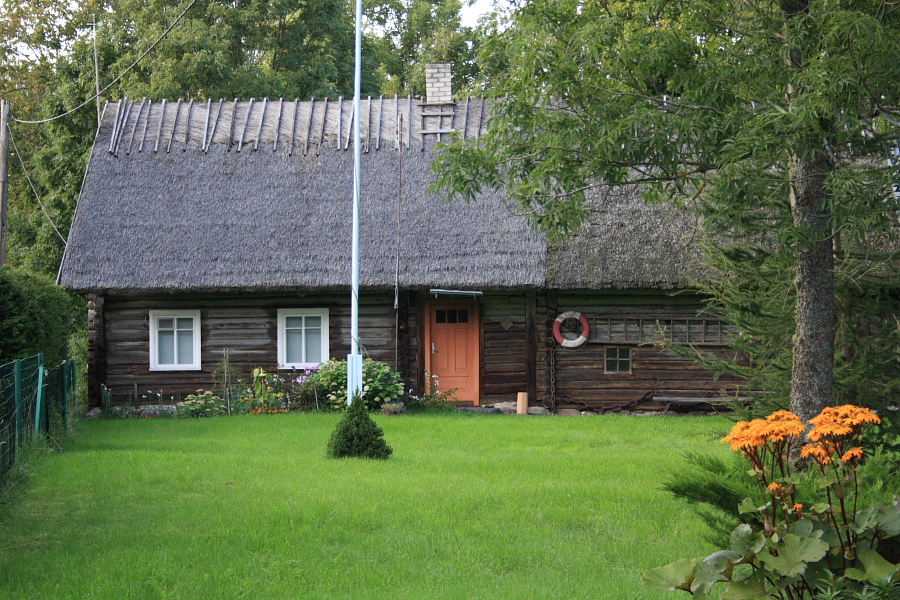
Oude boerderij
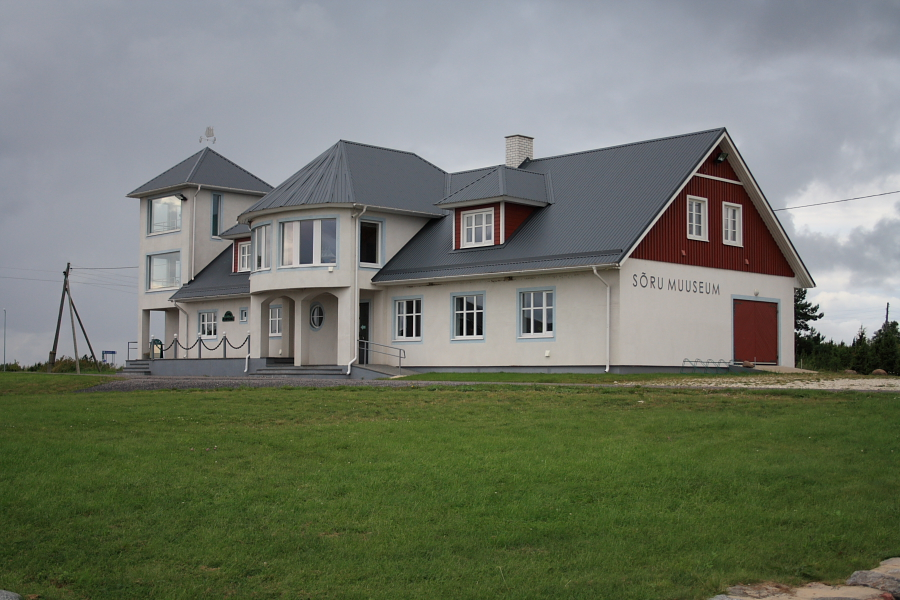
Museum van Sõru

## Voormalige gemeenten
Sinds 2017 bestaat Hiiumaa uit slechts één gemeente. Hiervoor bestond het uit vier gemeenten:
- Emmaste
- Hiiu
- Käina
- Pühalepa

Harjumaa · Hiiumaa · Ida-Virumaa · Järvamaa · Jõgevamaa · Läänemaa · Lääne-Virumaa · Pärnumaa · Põlvamaa · Raplamaa · Saaremaa · Tartumaa · Valgamaa · Viljandimaa · Võrumaa